# Azamat Issakulov
Azamat Issakulov (26 ottobre 1991) è un pugile uzbeko.

## Palmarès
- Campionati asiatici

Tashkent 2017: bronzo nei pesi mosca.